# Valeriu Traian Frențiu
Valeriu Traian Frențiu (ur. 25 kwietnia 1875 w Reșița, zm. 11 lipca 1952 w Syhotu) – rumuński biskup greckokatolicki, błogosławiony Kościoła katolickiego.
Średnią szkołę ukończył w Blaju. W latach 1894–1898 studiował teologię na uniwersytecie w Budapeszcie. We wrześniu 1898 przyjął święcenia kapłańskie. Następnie kontynuował naukę w Wiedniu, gdzie w 1902 uzyskał tytuł doktora teologii. Po powrocie do Siedmiogrodu był kanclerzem parafialnym, proboszczem w Oraștie i Hețeg oraz wikarym w biskupstwie Lugoju. W 1912 został wyświęcony na biskupa Lugoju. Na początku grudnia 1918 był delegatem na Zgromadzenie Narodowe w Alba Iulia. 19 marca 2019 został ogłoszony dekret o jego męczeństwie. Jego beatyfikacja odbyła się 2 czerwca 2019 roku w czasie podróży apostolskiej Franciszka do Rumunii.